# Jorge Canahuati Larach
Jorge Canahuati Larach es un empresario hondureño de origen palestino. Es el presidente del Grupo Opsa, grupo editor del Diario Diez, La Prensa y El Heraldo.

## Biografía
Hijo de padres hondureños, Jorge Shibli Canahuati Larach nació en Chicago en 1956. Cursó su secundaria en el instituto La Salle de San Pedro Sula, Honduras. En Ruston, Louisiana se graduó de licenciado en Administración de Empresas.

## Vida empresarial
Su camino hacia la presidencia de Grupo Opsa comenzó en 1979, cuando ocupó el puesto de asistente de publicidad. Posteriormente se desempeñó como gerente de ventas, asistente de la gerencia general y gerente general.
En 1986, un año después del fallecimiento de su abuelo, asumió la presidencia de Grupo OPSA. Bajo su administración, el Grupo OPSA aumentó su presencia con los dos diarios de mayor circulación y alcance del país,[cita requerida] sino que también aumentó su portafolio de publicaciones impresas y en la web.
En 1996 se lanzó el portal [www.laprensa.hn]. En 2002, se adquirió Estilo, la primera revista social del país,[cita requerida] que sería clave para la incursión del grupo en la creación de una unidad de revistas para productos segmentados de nichos de lectores como; Revista Mía, Revista Amiga, Buen Provecho, Tecno, Motores, Casa y Hogar, entre algunos títulos.
En 2006 se creó DIEZ, un diario deportivo. Su portal web alcanzó 5 millones de visitas durante la Copa Mundial en Sudáfrica.[cita requerida]
En 2010 adquirió Honduras Tips y produjo la publicación del primer libro impreso del Grupo, “Constructores Artísticos Entre Siglos”, obra póstuma de la laureada escritora e historiadora Leticia de Oyuela.
Preside la Junta Directiva de Laboratorios Finlay, S.A., Corporación Industrial del Norte. Es miembro activo de la Sociedad Interamericana de Prensa, SIP, donde se desempeña actualmente como Presidente de la Comisión de Asuntos Internacionales.. Desde 1996 es miembro del World Asociation of Newspaper of Newspapers, WAN.[cita requerida]
También con fuertes inversiones en el sector de embotelladoras, franquicias alimenticias y farmacéutica: (Grupo Comidas Pizza Hut, Kentucky, Fried Chicken Denny's y Chinawok) Embotedallora de Sula EMSULA (Agua Azul, Aquafina, Pepsi, Seven Up, Mirinda Naranja Mirinda Uva, 7Teen, Enjoy, Adrenaline, Gatorade, Quanty, Link, SoBe Energy, y Lipton) y Laboratorios Finlay.